# 弗雷斯利讷
弗雷斯利讷（法語：Fresselines，法語發音：[fʁɛslin]）是法国克勒兹省的一个市镇，属于盖雷区。

## 地理
弗雷斯利讷（46°22'58"N, 1°40'55"E）面积30.78 平方千米，位于法国新阿基坦大区克勒兹省，该省份为法国中部省份，位于法國中央高原西北部，北起安德尔省和谢尔省，西接维埃纳省，南至科雷兹省，东临多姆山省，东北与阿列省接壤。
与弗雷斯利讷接壤的市镇（或旧市镇、城区）包括：卢杜埃圣皮埃尔、拉塞勒迪努瓦斯、尚邦圣克鲁瓦、克罗藏、迈松费讷、努兹罗勒、维拉尔、卢杜埃圣米歇尔、圣普朗泰尔。

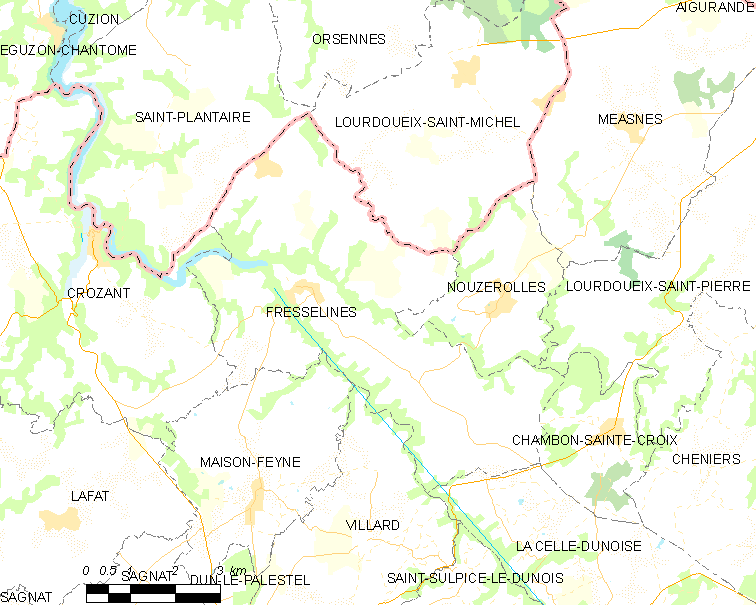
弗雷斯利讷的OSM定位图

弗雷斯利讷的时区为UTC+01:00、UTC+02:00（夏令时）。

## 行政
弗雷斯利讷的邮政编码为23450，INSEE市镇编码为23087。

## 政治
弗雷斯利讷所属的省级选区为丹勒帕莱斯泰勒县。

## 人口

1962-2008年间弗雷斯利讷人口变化图示

弗雷斯利讷于2022年1月1日时的人口数量为501人。